# جون نورتن (صحفي)
جون نورتن (بالإنجليزية: John Norton)‏ هو صحفي أسترالي، ولد في 25 يناير 1858 في برايتون في المملكة المتحدة، وتوفي في 9 أبريل 1916 في East Melbourne ‏ في أستراليا.